# 沁源围困战
沁源围困战，是中国抗日战争中，日军和八路军发生的交战。日军“扫荡”太岳抗日根据地北部后，留置部队于沁源县（今属山西省长治市）及周边地区，在八路军的不断骚扰下不断收缩阵地，最后被迫退出。